# Mariusz Kamiński
assinatura
Mariusz Kamiński (Sochaczew; 25 de Setembro de 1965 — ) é um político da Polónia. Ele foi eleito para a Sejm em 25 de Setembro de 2005 com 9142 votos em 19 no distrito de Warsaw, candidato pelas listas do partido Prawo i Sprawiedliwość.
Ele também foi membro da Sejm 1997-2001 e Sejm 2001-2005.